# Polioptilidae
Famille
Les Polioptilidae (ou polioptilidés en français) sont une famille de passereaux constituée de 3 genres et de 17 espèces existantes.

## Liste des genres
D'après la classification de référence (version 5.2, 2015) du Congrès ornithologique international :
- Microbates P.L. Sclater & Salvin, 1873 (2 espèces)
- Ramphocaenus Vieillot, 1819 (1 espèce)
- Polioptila P.L. Sclater, 1855 (15 espèces)

## Liste des espèces
D'après la classification de référence (version 5.2, 2015) du Congrès ornithologique international (ordre phylogénique) :
- Microbates collaris – Microbate à collier
- Microbates cinereiventris – Microbate cendré
- Ramphocaenus melanurus – Microbate à long bec
- Polioptila caerulea – Gobemoucheron gris-bleu
- Polioptila melanura – Gobemoucheron à queue noire
- Polioptila californica – Gobemoucheron de Californie
- Polioptila lembeyei – Gobemoucheron de Cuba
- Polioptila albiloris – Gobemoucheron à face blanche
- Polioptila nigriceps – Gobemoucheron à coiffe noire
- Polioptila plumbea – Gobemoucheron tropical
- Polioptila lactea – Gobemoucheron lacté
- Polioptila guianensis – Gobemoucheron guyanais
- Polioptila facilis – Gobemoucheron du Rio Negro
- Polioptila paraensis – Gobemoucheron du Para
- Polioptila attenboroughi – (?)
- Polioptila clementsi – Gobemoucheron de Clements
- Polioptila schistaceigula – Gobemoucheron ardoisé
- Polioptila dumicola – Gobemoucheron masqué